# Terma (budisme)
Terma (tibetà གཏེར་མ་, Wade-Giles gter ma, 'tresor amagat') és un concepte del budisme tibetà i del budisme bön, que fa referència a certes ensenyances esotèriques clau que haurien estat amagades al segle viii per diversos savis, com ara Padmasambhava, per a ser redescobertes i divulgades únicament en un futur propici per part de certs adeptes, anomenats tertöns.
El Bardo Thodol o Llibre tibetà dels morts, és un terma del tipus mental. La tradició dels terma és particularment important dins de les escoles Nyingma.